# Durian Kondot
Durian Kondot is een bestuurslaag in het regentschap Serdang Bedagai van de provincie Noord-Sumatra, Indonesië. Durian Kondot telt 202 inwoners (volkstelling 2010).